# Freedom: Atlanta Pop Festival
Albums de The Jimi Hendrix Experience
Miami Pop Festival
(2013) Machine Gun: The Fillmore East First Show
(2016)
Freedom: Atlanta Pop Festival est un album live posthume de Jimi Hendrix, sorti en 2015. Il comprend le concert du 4 juillet 1970 au Atlanta International Pop Festival. Le public du festival, soumis à un large éventail d'estimations allant de 200 000 à 400 000, était la plus grande foule américaine à laquelle Hendrix a joué au cours de sa carrière,,.
Enregistré vers le milieu de sa tournée The Cry of Love, Hendrix est accompagné de sa formation The Jimi Hendrix Experience, composée du bassiste Billy Cox et du batteur Mitch Mitchell. Les seize chansons ont été enregistrées lors de leur représentation en soirée et comprennent un mélange de morceaux connus de l'époque de Jimi Hendrix Experience (avec l'ancien bassiste Noel Redding) et de ses nouvelles compositions, Message to Love, Freedom et Straight Ahead. Cependant, l'album n'inclut pas la dernière chanson du concert, Hey Baby (New Rising Sun) ; le biographe Keith Shadwick note que l'interprétation de la chanson avait souffert de problèmes d'accordage des instruments.

## Parution et accueil
L'album est sorti le 28 août 2015 et un documentaire vidéo, Jimi Hendrix: Electric Church, comprenant la performance de Hendrix est réalisé pour être diffusé sur la chaine câblée américaine Showtime le 4 septembre 2015, avec une sortie commerciale DVD / Blu-Ray le 30 octobre 2015.
Avant 2015, des chansons et des clips vidéo du concert de Hendrix avaient été publiés à plusieurs reprises, comme sur Johnny B. Goode (1988) et le quatrième disque du coffret Stages (1991).
Dans une critique pour AllMusic, le critique Sean Westergaard a attribué à l'album quatre étoiles sur cinq. Il note que Hendrix hésite un peu sur le rarement joué All Along the Watchtower, mais loue sa performance de Hear My Train A Comin', qu'il décrit comme « une version absolument incroyable... une performance à la guitare presque égale à Machine Gun sur Band of Gypsys (1970), [et] l'un des plus grands solos de sa carrière. »

## Liste des titres
Toutes les chansons sont écrites et composées par Jimi Hendrix, sauf mention contraire.
| CD 1  | CD 1                   | CD 1  | CD 1 | CD 1 | CD 1 | CD 1 | CD 1 | CD 1 | CD 1 |
| No    | Titre                  | Durée |      |      |      |      |      |      |      |
| ----- | ---------------------- | ----- | ---- | ---- | ---- | ---- | ---- | ---- | ---- |
| 1.    | Fire                   | 5:05  |      |      |      |      |      |      |      |
| 2.    | Lover Man              | 2:59  |      |      |      |      |      |      |      |
| 3.    | Spanish Castle Magic   | 5:21  |      |      |      |      |      |      |      |
| 4.    | Red House              | 8:27  |      |      |      |      |      |      |      |
| 5.    | Room Full of Mirrors   | 3:19  |      |      |      |      |      |      |      |
| 6.    | Hear My Train A Comin' | 9:32  |      |      |      |      |      |      |      |
| 7.    | Message to Love        | 4:54  |      |      |      |      |      |      |      |
| 39:13 |                        |       |      |      |      |      |      |      |      |

| CD 2  | CD 2                                    | CD 2  | CD 2 | CD 2 | CD 2 | CD 2 | CD 2 | CD 2 | CD 2 |
| No    | Titre                                   | Durée |      |      |      |      |      |      |      |
| ----- | --------------------------------------- | ----- | ---- | ---- | ---- | ---- | ---- | ---- | ---- |
| 1.    | All Along the Watchtower (Bob Dylan)    | 4:19  |      |      |      |      |      |      |      |
| 2.    | Freedom                                 | 4:08  |      |      |      |      |      |      |      |
| 3.    | Foxy Lady                               | 4:30  |      |      |      |      |      |      |      |
| 4.    | Purple Haze                             | 4:19  |      |      |      |      |      |      |      |
| 5.    | Hey Joe (Billy Roberts)                 | 4:37  |      |      |      |      |      |      |      |
| 6.    | Voodoo Child (Slight Return)            | 7:58  |      |      |      |      |      |      |      |
| 7.    | Stone Free                              | 5:25  |      |      |      |      |      |      |      |
| 8.    | The Star Spangled Banner (Traditionnel) | 2:47  |      |      |      |      |      |      |      |
| 9.    | Straight Ahead                          | 4:52  |      |      |      |      |      |      |      |
| 42:53 |                                         |       |      |      |      |      |      |      |      |

## Personnel
- Jimi Hendrix — chant, guitare
- Billy Cox — basse, chœurs
- Mitch Mitchell — batterie

## Classements
| Classement (2015)             | Meilleure position |
| ----------------------------- | ------------------ |
| Belgique (Flandre Ultratop)   | 86                 |
| Belgique (Wallonie Ultratop)  | 33                 |
| Pays-Bas (Mega Album Top 100) | 22                 |
| France (SNEP)                 | 89                 |
| Royaume-Uni (UK Albums Chart) | 87                 |
| États-Unis (Billboard 200)    | 63                 |